# 索马万萨·阿马拉辛哈
阿马拉辛哈·坎卡纳姆拉格·索马万萨（1943年1月1日—2016年6月15日)，通常被称为索马万萨·阿马拉辛哈，是斯里兰卡政治家，也是继罗汉·维杰韦里、萨曼·皮亚西里·费尔南多和拉利斯·维杰拉斯纳之后的人民解放阵线第4任领袖，在任23年到2014年2月2日。他经常被描述为一位战略领导人，通过民族主义斗争将人民解放阵线的意识形态斗争社会化为社会主义，以拯救国家免受泰米尔分离主义恐怖主义的侵害。
他之后成为于2015年6月成立的人民公仆党的领袖，直至他去世。

## 个人生活
1943年1月1日，索马万萨出生于锡兰帕亚加拉的安甘戈达村，是家里最小的一个。他有4个哥哥和3个姐姐。他的父亲是詹姆斯·阿马拉辛格，最初在警察局任职，后来加入灌溉部，母亲是家庭主妇。他在卡卢特勒阿马拉塞卡拉学院和卡卢特勒巴利卡维迪亚拉亚完成了初等教育。然后他进入卡卢特罗维迪亚拉亚接受中学教育。通过高级水平后，他于1963年在加尔加穆瓦灌溉技术培训学院接受培训，并在加勒、卡尔穆奈、比比拉、拉詹加纳亚和科伦坡的灌溉部门担任技术官员。
1978年12月，索马万萨与赫拉特·穆迪扬塞拉格·帕玛拉·库玛丽·赫拉特（又名伊兰加尼·马拉尼·拉纳辛哈）结婚。她是卡卢特勒安甘戈达玛哈拉伽玛师范学院的数学老师。他的儿子是伊苏鲁·阿马拉辛格，目前居住在英国。
索马万萨的三姐库苏玛嫁给了科伦坡市议会前副主席南迪塞纳·库雷，南迪塞纳·库雷是部长西里塞纳·库雷的哥哥。
阿马拉辛哈于2016年6月15日在其兄弟皮亚塞纳位于拉贾吉里亚的住所去世，享年73岁。死因是中风;此前他曾心脏病发作。

## 政治生活
1969年，人民解放阵线在达诺里斯·艾亚开设课程后，索马万萨受到影响。他于1969年通过赫蒂拉奇格·纳瓦拉特内·班达拉加入人民解放阵线，在成员中他以“西里·阿亚”、“雷吉叔叔”、“雷金纳德·帕特里克”而广受欢迎。技术官员巴拉那维塔那向纳瓦拉特内·班达拉通报了索马万萨的情况。在马拉达纳的德瓦南·皮亚蒂萨·马瓦塔进行第一次讨论后，索马万萨表达了从商的愿望，并参加了位于城堡街土地开发部门的达诺里斯艾亚工会办公室的人民解放阵线课程。1970年，他辞去工作后成为人民解放阵线的活跃成员。他还有多个名字：雷金纳德·帕特里克、雷吉·坎达帕、迈克尔、范林·达尼奥和尼马尔·班达拉·迪萨纳亚克。
在许多政治会议上，他都穿着长袖衬衫，并能说流利的英语。他组织了多次集会，并与科伦坡各地的人权界、文化界和媒体界保持着定期联系，成为未来人民解放阵线的候选人。第一次起义时，索马万萨被指派领导从罗斯米德广场绑架时任总理西丽玛沃·班达拉奈克并驾驶绑架车辆的任务。1971年4月4日晚上10点30分，他携带一袋炸弹参加罗斯米德袭击，地点是博雷拉的丽兹电影院附近，但没有其他成员到达。1971年4月5日晚，索马万萨与埃德拉穆拉·萨拉斯、拉惹、尼玛尔和其他几人因携带炸弹袋而被捕。
在这一天，他第一次见到了罗汉·维杰韦里，1975年他在监狱里第一次与维杰韦里交谈。阿马拉辛哈也是维杰韦里晚年最好的朋友。随后，随着1976年12月紧急状态的解除，凯莉·塞纳纳亚克、优婆提舍·伽马那亚克、索马万萨、萨马拉普利格·索马西里（别名拉伽玛·索姆）等几人于1976年12月25日获释。这些被释放的成员还积极要求释放其他政治犯和改组党。西里帕拉·艾亚位于马拉达纳德瓦南·皮亚蒂萨·马瓦塔的房子是他们当时的总部。与此同时，《尼亚姆瓦》报和竞选集会也随之开始。在维杰韦里于1977年11月2日获释之前，索马万萨与其他人一起组织政治活动。
阿马拉辛哈是第二次起义期间负责协调国际网络、人权组织和知识分子的领导人。索马万萨从1978年一直担任人民解放阵线中央委员会成员，直至1983年该党被取缔。1984年阿马拉辛哈晋升为政治局委员。他是人民解放阵线第二次叛乱结束时唯一幸存的政治局成员。叛乱开始后，他的妻子和儿子于4月被送往日本避难，但于同年9月返回家乡。但很多时候，为了安全，他多次将家人送往世界许多地方。他和战友们待在一起，直到维杰韦里被抓获且其他领导人被政府杀害。
由维杰韦里主持的最后一次人民解放阵线政治局会议于1989年11月11日、12日和13日在加拉哈大厦举行。会议于1989年11月12日中午结束，政府于当晚实施夜间宵禁。会议结束后，萨曼·皮亚西里·费尔南多、拉利斯·维杰拉斯纳、伽玛纳亚克和维杰韦里乘车离开。山塔·班达拉与他们分道扬镳。皮亚达萨·拉纳辛哈和索马万萨乘坐另一辆车前往马达瓦拉，取回一些为安全目的而保留的钱。在回来的路上，索马万萨从圣三一山下来，而皮亚达萨和H·B·赫拉特于同日在加拉哈家中被捕。1990年3月17日，索马万萨在马塔莱·维基（别名塞尔瓦）的帮助下乘船逃往印度。
1990年10月19日索马万萨随家人从印度抵达泰国，1991年3月6日向联合国难民事务高级专员办事处寻求政治庇护。1991年7月7日赴意大利，住在沃波拉吉·达玛塞纳家中。随后，1991年8月26日晚上8点，索马万萨乘坐达玛塞纳的汽车去到意大利都灵的法国边境。不久之后，索马万萨经法国前往英国，在那里他正式重组了人民解放阵线。 1994年，在人民解放阵线核心领导人全部被杀、政府更迭后，他返回斯里兰卡。1989/1990 年，14 名最高领导人被消灭后，他重建了人民解放阵线。在1994年8月16日举行的大选中，人民解放阵线在救国阵线的旗帜下竞选，并在汉班托塔区赢得1个席位。1995年5月15日，政府在坦加勒召开了一次特别大会，确定了人民解放阵线的合法权利。后来，人民解放阵线甚至通过与斯里兰卡自由党的联盟赢得了议会39个席位。
人民解放阵线于2001年与人民统一阵线组成了一个临时政府，但在2004年与斯里兰卡自由党组成了统一人民自由联盟。2005年总统大选时，索马万萨支持马欣达·拉贾帕克萨。2014年2月退休前，他一直担任党的领导人。
2015年4月16日，索马万萨离开人民解放阵线，和人民解放阵线38名活动家一同创立了人民公仆党。